# Степанівка (Корюківський район)
Степа́нівка — село в Україні, у Менській міській громаді Корюківського району Чернігівської області. Населення становить 426 осіб. До 2020 року орган місцевого самоврядування — Волосківська сільська рада.

## Географія
Село Степанівка розташоване за 56 км від обласного центру та 50 км від районного центру, вздовж річки Дягова.

## Історія
12 червня 2020 року, відповідно до розпорядження Кабінету Міністрів України № 730-р «Про визначення адміністративних центрів та затвердження територій територіальних громад Чернігівської області», село увійшло до складу Менської міської громади.
19 липня 2020 року, в результаті адміністративно-територіальної реформи та ліквідації Менського району, село увійшло до складу Корюківського району.

## Родини
У 1858 році козацька громада Степанівки складалася з 744 осіб, які належали до таких родин: Андрієнко, Андрухан, Антоненко, Артеменко, Ахріменко, Безнощенко, Боровик, Боярин, Бреус, Бринза, Васюха, Власенко, Ворожбит, Ворона (?), Гаврик, Гаєвий, Галушка, Головач, Гронь, Дяченко, Євдокименко, Жовтобрух, Золотар, Івенко, Ігнатенко, Ільющенко, Кіяшка, Клещенко, Кобацький, Коваленко, Ковтуненко, Козленко, Кондратенко, Купчиненко, Максименко, Марченко, Матвієнко, Мудрий, Невтієнко, Новоселець, Олійник, Панченко, Пастушок, Плигун, По…ой (?), Понамаренко, Потапенко, Приходько, Савченко, Саєнко, Самонов (?), Симонович, Сліпченко, Терещенко, Тетянич, Ткаченко, Холодний, Цицух, Шамрук, Шульга.